# 具志堅ティナ
具志堅 ティナ（ぐしけん ティナ、1975年2月6日 - ）は、沖縄県出身の元女優。本名はティナ・マニング（Tina Manning）。血液型はO型。身長162cm。体重47kg。バスト82cm/ウェスト59cm/ヒップ85cm。インパクト・コーポレーション→イアラ・グレース所属。久手堅 ティナの芸名で活動していた時期もある。

## 出演

### テレビ番組
- 不思議少女ナイルなトトメス （1991年） - 具志堅ティナ 役
- グッドモーニングジャパン （1990年）

### 映画
- ぼくらの七日間戦争2 - 具志堅マリコ 役『第15回日本アカデミー賞』新人俳優賞[1]
- 私立女子高校 制服はランジェリー！？ - 立花エリ 役

### 劇場アニメ
- サイレントメビウス（1991年） - もう一人の香津美

### 舞台
- ミュージカル 「チャーリーとチョコレート工場のひみつ」

### CM
- リジョイ
- カルピスソーダ（カルピス食品工業）
- 花王

## 写真集
- TINA…18（1993年4月発売、コンパス刊） ISBN 4-906407-06-4